# 네오 드라마
네오 드라마(일본어: ネオドラマ)는 TV 아사히 계열에서 매주 매주 월 - 목요일 23:25 - 23:55의 드라마이다.

## 작품 소개
- 《천사의 쾌락》
- 《밀감과 달》
- 《노크노크》
- 《엄마와 시작하는 아침》
- 《이별까지 4일간》
- 《은의 물》
- 《양배추말이》
- 《밤의 기슭》
- 《기분이 좋다!》
- 《탄포포 클럽》
- 《모두 함께!!》
- 《여름의 향기》
- 《사랑의 숙제》
- 《BECAUSE I LOVE YOU》
- 《벤치 시트》
- 《여름 밤의 음성》
- 《마터니티 워즈》
- 《비에 흐릿》
- 《반디 허니문》
- 《굿바이 비즈니스》
- 《수변의 스케치》
- 《홍보예 마리짱》
- 《후라이양 히나코》
- 《뒷 창문의 여자》
- 《녹색의 꿈》
- 《내 결혼 언니의 재혼》
- 《위를 향해 걷자》
- 《If의 두 사람》
- 《성야에 뭉치》
- 《장난》
- 《외동 딸》
- 《사랑의 이치히메니타로》
- 《하얀 시트의 여자》
- 《아이의 싸움!》
- 《링크에 불타》
- 《라이벌》
- 《잠든 아이에게 건배!》
- 《고집 부부》
- 《시계 장치》
- 《레슨 C》
- 《추억》
- 《러브 얼론》
- 《언밸런스》
- 《운명의 문》
- 《어서오세요》
- 《멋진 사람!?》
- 《코다쿠산》
- 《스타일》
- 《진정한 친구》
- 《피어싱 여자》
- 《조니의 여름》
- 《고집쟁이》
- 《에튀드》
- 《자기 조사》
- 《페천사》
- 《소녀의 미열》
- 《뻥》